# 根來泰周
根來 泰周（ねごろ やすちか、1932年〈昭和7年〉7月31日 - 2013年〈平成25年〉11月4日）は、日本の検察官。位階は正三位。
東京高等検察庁検事長を最後に検察官を定年退官した後、弁護士（第一東京弁護士会所属）、公正取引委員会委員長、日本野球機構コミッショナーなどを務めた。

## 略歴
和歌山県和歌山市出身。和歌山県立向陽高等学校、京都大学法学部を卒業。京大在学中に司法試験と国家公務員I種試験に合格、法曹への道を選ぶ。
- 1958年（昭和33年）4月 - 司法修習10期経て札幌地方検察庁検事任官
- 1984年（昭和59年）11月 - 函館地方検察庁検事正
- 1985年（昭和60年）12月 - 法務大臣官房長
- 1988年（昭和63年）6月 - 法務省刑事局長
- 1990年（平成2年）6月 - 法務事務次官
- 1993年（平成5年）12月 - 東京高等検察庁検事長
- 1995年（平成7年）7月 - 定年退官。
- 1996年（平成8年）8月 - 公正取引委員会委員長
- 2002年（平成14年）7月30日 - 定年退官。
- 2003年（平成15年） - 電通監査役。さらにNTT、大日本印刷、三菱ウェルファーマ（現・田辺三菱製薬）監査役など。[2]
- 2004年（平成16年）2月 - 日本野球機構コミッショナー
- 2007年（平成19年）1月 - 日本野球機構コミッショナー代行
- 2008年（平成20年）6月 - 退任。

生家が浄土真宗本願寺派の寺であるため、僧侶の資格も取得している。浄土真宗本願寺派玄妙寺住職、浄土真宗本願寺派特別審事・監正局長を務めた。好きな言葉は親鸞聖人の開いた浄土真宗の教えを漢字四字で表した平生業成という。
2013年11月4日、肺がんにより死亡。同日付で叙正三位、授瑞宝大綬章。

## プロ野球コミッショナー
2004年（平成16年）には日本野球機構・日本プロフェッショナル野球組織（プロ野球統括団体）の第11代コミッショナーに就任した。この年にオリックス・ブルーウェーブと大阪近鉄バファローズの合併問題に端を発するプロ野球再編問題が発生したが、最高責任者でありながら野球協約の不備を理由に「私には権限がない」として積極的な問題解決に努めなかった事、一部オーナーに対して「選手会は法的に労働組合ではないから、ストライキを起こしたら、球団は損害賠償を請求できる。交渉は強気にいって問題ない」と発言した事に対しファンが反発。その後の労使交渉では新規参入の条件緩和・有識者会議の新設などを提案、「もしストライキが起こったらコミッショナーを辞任する」と発言した。結果的にストライキが決行され一度は辞任を表明したものの、「次期コミッショナーが決まるまで」の条件で慰留され留任。
2007年1月に任期切れを迎えて退任したが、後任がなおも決まらず「コミッショナー代行」として事実上の続投。2008年4月にようやく後任が決定し、退くこととなった。
在任中にはドーピング検査の実施（2007年2月にNPBドーピング・コントロール規程発効）および暴力団の排除による、野球競技の健全化の推進に尽力した。また日本・韓国・台湾・中国のリーグ優勝チームでアジア王者を争うアジアシリーズの創設や黒い霧事件で永久追放処分を受けた池永正明の復権を認めるなどの功績があった。代行時代の2008年1月に発生したジェルミー・パウエル二重契約問題の対処にあたった。

### ドラフト問題
プロ野球再編問題の時には、「私には権限がない」と発言していた根來だが、裏金問題を発端とした希望枠撤廃からの一連のドラフト改正の際に置いては、積極的に独自案を提示した。

### プライベート
- 自身は半世紀以上にわたる阪神タイガースファンと公言しており、コミッショナー就任前は東京狂虎会という応援団に所属していた。

## 著作

### 著書
- 根来泰周・飛田清弘 編『賭博事件裁判要旨集』高文堂出版社〈刑事資料集 5〉、1980年11月。 NCID BN01151856。全国書誌番号:81004456 NDLJP:12014844。
- 根来泰周・井嶋一友 編『道路交通関係法令主要裁判例集』前田宏監修（改訂）、高文堂出版社〈刑事資料集 4〉、1981年6月。 NCID BN08319023。全国書誌番号:81035301。

### 論文
- 「文書関係事犯について――裁判例を中心に」『法律のひろば』第32巻第10号、ぎょうせい、1979年10月、4-13頁、NAID 40003517595。
- 「選挙罰則適用上の若干の問題――選挙に関する報道,評論についての最高裁判所第一小法廷判決を中心に」『法律のひろば』第33巻第7号、ぎょうせい、1980年7月、43-48頁、NAID 40003518262。
- 「司法試験の現状と問題点」『法律のひろば』第36巻第2号、ぎょうせい、1983年2月、27-32頁、NAID 40003518568。
- 「政治と法務と検察と――検察批判に答える」『文藝春秋』第70巻第13号、文藝春秋、1992年12月、150-156頁、NAID 40003423269。
- 「公正取引委員会委員長に就任して」『公正取引』第551号、公正取引協会、1996年9月、4-5頁、NAID 40001220447。
- 「霞が関トップに聞く（第2回）独禁法施行50周年――「競争法の建前から再販は廃止すべき…」」『月刊官界』第23巻第2号、行研、1997年2月、132-146頁、NAID 40004158373。
- 「（今月のことば）規制緩和の彼岸にあるもの」『法令ニュース』第32巻第2号、官庁法令出版、1997年2月、13頁、NAID 40004428481。
- 「公正取引雑感」『経済人』第51巻第2号、関西経済連合会、1997年2月、30-33頁、NAID 40000883627。
- 「鬼手仏心」『LA international』第34巻第2号、国際評論社、1997年2月、22-24,33、NAID 40004643437。
- 「編集長インタビュー 根来泰周」『週刊東洋経済』第5425号、東洋経済新報社、1997年5月、116-119頁、NAID 40001697035。
- 「（年頭所感）三本の矢」『公正取引』第567号、公正取引協会、1998年1月、2-3頁、NAID 40001215818。
- 「競争政策の動向」『経済人』第52巻第4号、関西経済連合会、1998年4月、33-35頁、NAID 40000883674。
- 「山本雄二郎の霞が関診断（227回）不況下の中小業者いじめ対策がむずかしい」『時評』第40巻第10号、時評社、1998年10月、54-61頁、NAID 40001613287。
- 「講演要旨 競争政策の動向」『経済人』第53巻第4号、関西経済連合会、1999年4月、29-31頁、NAID 40000883762。
- 「山本雄二郎の霞が関診断（238）産業企業の再生には、独禁法の精神が不可欠」『時評』第41巻第9号、時評社、1999年9月、46-52頁、NAID 40001613461。
- 「独占禁止法四方山話」『学士会会報』第1999巻第4号、学士会、1999年10月、10-15頁、NAID 40000442326。
- 「民主党として独禁法の抜本的な改正案を提出したい――木俣議員」『公正取引情報』第1759号、競争問題研究所、2000年10月、15-17頁、NAID 40001221718。
- 「競争政策の動向」『経済人』第55巻第4号、関西経済連合会、2001年4月、27-29頁、NAID 40000885108。
- 「山本雄二郎の霞が関診断（264）経済的正義を物差しに適正妥当な執行を――公正取引委員会委員長 根來泰周」『時評』第43巻第11号、時評社、2001年11月、48-55,3、NAID 40001613793。
- 「私の出会い（58）鎧を脱いだあとは親鸞を心の支えに」『時評』第45巻第2号、時評社、2003年2月、116-122頁、NAID 40005670155。
- 「敗軍の将、兵を語る 野球協約に縛られた裁定官」『日経ビジネス』第1262号、日経BP、2004年10月、163-166頁、NAID 40006428107。
- 「私の野球今昔物語」『法曹』第661号、法曹会、2005年11月、2-10頁、NAID 40006995844。
- 「プロ野球コミッショナー回想録（上）球界再編の嵐の中で」『中央公論』第123巻第9号、中央公論新社、2008年9月、160-168頁、NAID 40016175843。
- 「プロ野球コミッショナー回想録（下）球団・選手・ファンの共栄のために」『中央公論』第123巻第10号、中央公論新社、2008年10月、178-186頁、NAID 40016216273。